# 鶴岡協立病院
鶴岡協立病院（つるおかきょうりつびょういん）は、医療生活協同組合やまがたが山形県鶴岡市文園町に設置する病院。

## 概要
救急告示病院である。全日本民主医療機関連合会(民医連)に加盟している。

## 診療科
(この節の出典)
- 内科
- 小児科
- 消化器内科
- 循環器内科
- 外科
- 整形外科
- 脳神経外科
- 心臓血管外科
- 皮膚科
- 泌尿器科
- 産婦人科
- 歯科
- 気管食道科
- リハビリテーション科
- 放射線科

## 医療機関の認定
(この節の出典)
- 保険医療機関
- 労災保険指定医療機関
- 更生医療指定医療機関
- 育成医療指定医療機関
- 身体障害者福祉法指定医の配置されている医療機関
- 生活保護法指定医療機関
- 結核指定医療機関
- 母体保護法指定医の配置されている医療機関
- 無料低額診療事業実施医療機関

## 差額ベッド代について
病院の理念により、差額ベッド料（個室料）を徴収していない。

## 交通アクセス
- 庄内交通バス：鶴岡市内廻り乗車、「協立病院前」停留所下車

## 周辺
- 鶴岡信用金庫 文園支店
- 鶴岡市立鶴岡第三中学校
- 山形銀行 文園支店